# Birte Christoffersen
Birte Christoffersen, później Hanson i Ekberg (ur. 28 marca 1924 w Kopenhadze) – duńsko-szwedzka skoczkini do wody, medalistka olimpijska.
Trzykrotnie uczestniczyła w letnich igrzyskach olimpijskich, w reprezentacji Danii (Londyn 1948) oraz dwukrotnie w reprezentacji Szwecji, pod nazwiskiem Hanson (Melbourne 1956, Rzym 1960). Największy sukces odniosła w 1948 r., zdobywając brązowy medal w skokach z wieży. Startowała również w skokach z trampoliny, zajmując 9. miejsce. W 1956 r. zajęła 8. miejsce w skokach z wieży oraz 9. miejsce w skokach z trampoliny, natomiast w 1960 r. zajęła 12. miejsce w skokach z wieży.
W 1950 r. zdobyła w Wiedniu dwa brązowe medale mistrzostw Europy, w skokach z wieży oraz trampoliny, w 1954 w Turynie dwa srebrne medale w tych konkurencjach, a w 1958 w Budapeszcie brązowy medal w skokach z wieży.